# Изабелла Лотарингская
Изабелла (фр. Isabelle Ire de Lorraine; 1400, — 28 февраля 1453) — правящая герцогиня Лотарингии с 1431 года. Первая жена неаполитанского короля Рене Анжуйского из династии Анжу-Валуа. Во время отсутствия мужа управляла его владениями (Анжу, Прованс, Мэн, в 1435—1442 годах — королевство Неаполь). Мать королевы Маргариты Анжуйской, одной из главных фигур войны Алой и Белой розы.

## Биография

### Ранние годы
Изабелла была старшей дочерью лотарингского герцога Карла II и Маргариты Пфальцской. По отцу — внучка Жана I Лотарингского и Софии Вюртембергской, по матери — внучка германского короля Рупрехта и Елизаветы Нюрнбергской.

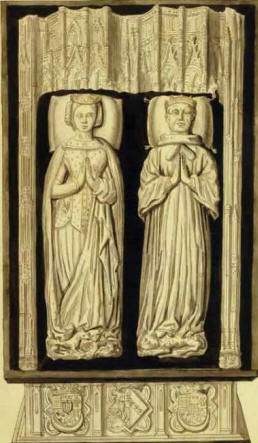
Изабелла и Рене

 Она родилась около 1400 года в Лотарингии и имела двух рано умерших братьев, а также младшую сестру Екатерину. Родители обеспечили ей тщательное воспитание. Современники описывали её как красивую, смелую и умную принцессу, которая в последствии сохраняла хладнокровие в сложных ситуациях и действовала решительно.
В начале 1410-х годов стало очевидно, что Изабелла унаследует Лотарингское герцогство в соответствии с планами её отца, если у него не появится выживших сыновей. В 1413 году возник план выдать её замуж за Людвига, сына герцога Людовика VII Баварско-Ингольштадтского. Этот план был обсуждён на переговорах в Нанси в октябре 1413 года, но в дальнейшем не получил развития.

### Переговоры о браке
Хотя Карл II Лотарингский изначально не хотел выдавать своих дочерей замуж за французских принцев, в 1419 году он всё же одобрил соглашение о браке Изабеллы с Рене Анжуйским. Рене был внучатым племянником бездетного кардинала и епископа Шалона Людовика де Бара, который в 1415 году унаследовал герцогство Бар после смерти своего брата Эдуарда III в битве при Азенкуре. По настоянию Иоланды Арагонской, матери Рене, Людовик признал его преемником. Вместе с Иоландой он также способствовал заключению брачного союза между Рене и Изабеллой. Карл II дал своё согласие на этот брак 20 марта 1419 года в замке Фуг. Согласно брачному договору, Рене становился наследником герцогства Бар и маркграфства Понт-а-Муссон, а Изабелла — наследницей Лотарингии. Их дети должны были унаследовать все три региона, что привело бы к объединению Бара и Лотарингии и завершению многовековых разногласий между этими герцогствами. Однако, если бы у Карла II появились законные сыновья, Изабелла не смогла бы унаследовать престол, а вместо этого получила бы приданое в размере 40 000 ливров и ежегодную ренту в 4 000 ливров. При этом права на Лотарингию Антуана, сына Ферри Лотарингского, графа де Водемон, брата Карла II, в договоре не учитывались, что впоследствии привело к наследственному спору.

### Брак
13 августа 1419 года Людовик де Бар отказался от своих прав на Бар и Понт-а-Муссон в пользу Рене. Однако союзник Бургундии, английский король Генрих V Ланкастерский, отправил своего брата, герцога Бедфорда, в марте 1420 года с предложением руки Изабеллы. Карл II вежливо отказал. 24 октября 1420 года в кафедральном соборе Нанси состоялась свадьба Рене, теперь герцога Бара, и Изабеллы. Церемонию провёл епископ Вердена, а сословия герцогств Бар и Лотарингия одобрили наследственные права новобрачных. Поскольку Рене был ещё слишком молод, управление герцогством Бар временно осуществлял его тесть Карл II.

### Правление
После смерти Карла II 25 января 1431 года Изабелла стала герцогиней Лотарингии. 29 января она приняла присягу от своих подданных. Однако граф Антуан де Водемон, не признавший наследственного решения своего дяди Карла II, возобновил борьбу за герцогство. Он заручился поддержкой могущественного союзника — Филиппа III Доброго, герцога Бургундского. 2 июля 1431 года в битве при Бульневиле Антуан одержал победу над Рене, который попал в плен и был заключён в башне Дижона под стражей Филиппа.
Изабелла взяла на себя управление Лотарингией, приказав не подчиняться распоряжениям Антуана, и заручилась поддержкой местной знати. Она также начала переговоры с графом Водемонским и добилась перемирия до 25 января 1432 года, а затем продлила его ещё на три месяца. В это время она привлекла епископов Туля и Меца к управлению герцогствами. Изабелла напомнила своему противнику, что вопрос о лотарингском наследстве должен быть решён германским королём (и будущим императором) Сигизмундом, так как Лотарингия была леном Священной Римской империи. Однако Филипп III не освободил Рене. Изабелла Лотарингская возглавила армию, чтобы освободить мужа из плена, вместе с епископами Туля и Меца отправилась к бургундскому герцогу и добилась временного освобождения своего супруга в апреле 1432 года. В качестве гарантий Рене оставил своих сыновей Жана и Людовика в заложниках, а знатные лотарингцы поручились за выполнение соглашения.
Филипп Бургундский должен был выступить арбитром в споре, но его посредничество привело лишь к обещанию, что дочь Изабеллы Иоланда выйдет замуж за сына Антуана Ферри. Однако из-за продолжающихся разногласий император Сигизмунд взял на себя решение вопроса о наследстве и 24 апреля 1434 года в Базеле вынес предварительное решение в пользу Изабеллы. Неудовлетворённый этим решением Антуан обратился к Филиппу Доброму, и под его давлением Рене снова оказался в заключении в Дижоне.
12 ноября 1434 года умер старший брат Рене Людовик III, не оставив наследников, и Рене унаследовал герцогство Анжу, а также графства Прованс и Мэн. После смерти Иоанны II, королевы Неаполя (2 февраля 1435 года) Рене Анжуйский также унаследовал её королевство. Неаполитанская делегация прибыла к Изабелле в Нанси и предложила ей управлять королевством до освобождения её супруга. Однако ей пришлось бы противостоять Альфонсу V Арагонскому, который также претендовал на неаполитанскую корону. Изабелла была назначена своим супругом генерал-губернатором Неаполя, Анжу, Прованса и Мэна. Она передала управление Лотарингией и Баром епископам Туля и Меца, а затем отправилась в Прованс, Анжу и Мэн для урегулирования местных дел.
Альфонс V потерпел поражение 5 августа 1435 года в морской битве у острова Понца от генуэзцев и Филиппо Марии Висконти, герцога Миланского, и был взят в плен. Изабелла начала переговоры с Висконти и в сентябре 1435 года отправилась из Марселя в Неаполь с небольшим флотом, взяв с собой сына Людовика. 18 октября 1435 года она прибыла в Неаполь. Однако Альфонсу V удалось освободиться и заручиться поддержкой герцога Миланского. В 1436 году он сделал Гаэту своей базой. Изабелла Лотарингская получила военное подкрепление от папы Евгения IV во главе с патриархом Александрийским Джованни Вителлески, который, хотя и действовал успешно, вскоре вступил в конфликт с Изабеллой и её военачальником, итальянским кондотьером Якопо Кальдорой.
Рене Анжуйский был окончательно освобождён 28 января 1437 года после подписания условий, включая выплату крупного выкупа. Также была согласована будущая свадьба старшего сына Изабеллы Лотарингской Жана с Марией де Бурбон, дочерью герцога Бурбонского Карла I и племянницей Филиппа . Рене прибыл в Неаполь только 19 мая 1438 года. Изабелла поддерживала своего супруга в сложной войне, но Рене постепенно терял позиции в борьбе с арагонцами, особенно после смерти Кальдоры в октябре или ноябре 1439 года.

### Поздние годы и смерть
В августе 1440 года Изабелла по просьбе своего супруга отправилась вместе с сыном Людовиком, графом Понт-а-Муссона, из Неаполя на родину. В это время Лотарингия находилась в состоянии войны с Антуаном де Водемоном и Робером I де Саарбрюкен-Коммерси. Изабелла получила военную поддержку от своего шурина, короля Франции Карла VII, а лотарингская знать объединилась для поддержания порядка. 27 марта 1441 года граф Водемонский окончательно отказался от претензий на Лотарингию в обмен на признание независимости его графства и помолвку его сына Ферри с дочерью Изабеллы Иоландой. После того как Рене в июне 1442 года уступил Альфонсу V Неаполитанское королевство, он также вернулся в Лотарингию. Французский король взял в любовницы одну из придворных дам Изабеллы, Агнессу Сорель.
Жители Меца, который постепенно освободился от власти своих епископов и стал свободным городом, потребовали от Рене Анжуйского возвращения значительной суммы денег, которую они предоставили ему для выплаты выкупа. Весной 1444 года, когда Изабелла отправилась в паломничество в Понт-а-Муссон, жители Меца захватили её багаж с драгоценностями. Изабелла безуспешно пожаловалась правительству Меца и потребовала от своего супруга, находившегося в Анжу, удовлетворения. Рене начал войну против Меца в сентябре 1444 года, и к нему присоединился французский король. Мец капитулировал, и Изабелла получила свои драгоценности обратно. В 1444 году она также потеряла сына Людовика.
В апреле 1445 года дочь Изабеллы Маргарита вышла замуж за английского короля Генриха VI. В июле 1445 года старший сын Изабеллы Жан стал генерал-губернатором Лотарингии и Бара, а Рене удалился в Анжу. Последние годы Изабелла провела в своём поместье Лоне близ Сомюра, которое построил для неё Рене. Она умерла после долгой болезни 28 февраля 1453 года в Анжере и была похоронена в соборе Святого Маврикия. Её сын Жан наследовал владения, став герцогом Лотарингии.

## Дети
В браке Изабеллы,герцогини Лотарингии и Рене Анжуйского родились дети:
- Жан II (1425 — 16 декабря 1470), герцог Лотарингии
- Луи (1427—1444), маркиз Понт-а-Муссон. Находился в Дижоне в заложниках у герцога Бургундского и умер от пневмонии.
- Иоланда (2 ноября 1428 — 23 марта 1483); муж: Ферри II де Водемон (1417/1428 — 3 августа 1470), граф де Водемон и сеньор де Жуанвиль с 1458
- Маргарита (23 марта 1430 — 25 августа 1482); муж: с 1445 Генрих VI (6 декабря 1421 — 21 или 22 мая 1471), король Англии в 1422—1460 и 1470—1471 годах

Ещё шесть детей Изабеллы и Рене умерли в детстве.